# Kırkağaç
Kırkağaç est une ville et un district de la province de Manisa dans la région Égéenne en Turquie.

## Géographie
Le district couvre une superficie de 549 km2 et la ville se trouve à une altitude de 188 m.

## Démographie
La population du district était de 48 303 habitants en 2000, dont 25 093 vivent dans la ville de Kırkağaç.

## Histoire
La ville fut fondée au XVe siècle.